# 线段

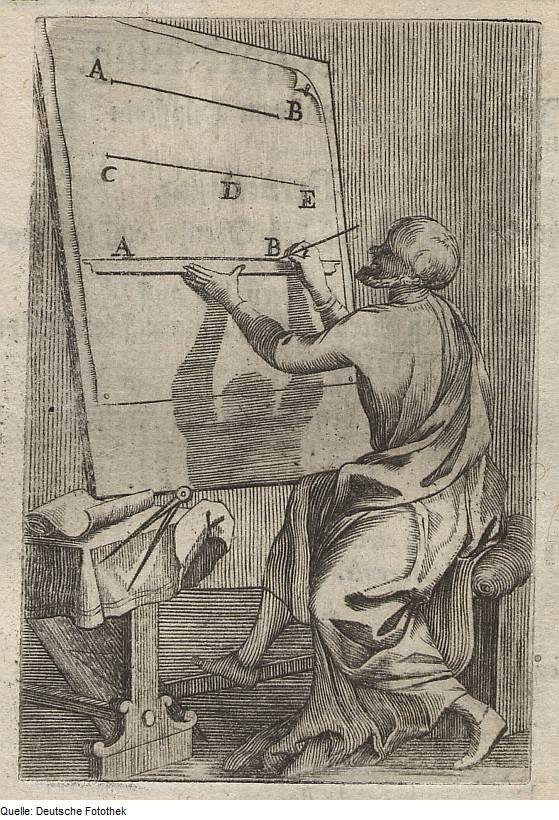
一人正在试作线段，繪于1699年。

在數學上，線段是直線上两点间的一段，这两个点称为端点。參見區間。
當終點均在圓周上，該線段稱為弦。當它們都是多邊形的頂點，若它們是毗鄰的頂點該線段為邊，否則就是對角線。
在生活應用上，主要有三種——連結、隔開、刪除
1. 連結
將不同處的兩者做關連性的鍵結，其他如指示性補充亦同。
2. 隔開
將同一處的兩區域分離，其他如景深、等位線亦同。
3. 刪除
例：於撰寫文章時，為保留創作的過程而將不妥之文句以線劃除，其他如路線中的各站亦同。

## 拓展阅读
- 大卫·希尔伯特 The Foundations of Geometry. The Open Court Publishing Company 1950, p. 4